# Syngonanthus anthemidiflorus
Syngonanthus anthemidiflorus är en gräsväxtart som först beskrevs av August Gustav Heinrich von Bongard, och fick sitt nu gällande namn av Wilhelm Willy Otto Eugen Ruhland. Syngonanthus anthemidiflorus ingår i släktet Syngonanthus och familjen Eriocaulaceae.

## Underarter
Arten delas in i följande underarter:
- S. a. anthemidiflorus
- S. a. similis
- S. a. subglabrescens